# メトロポリスの片隅で
「メトロポリスの片隅で」（メトロポリスのかたすみで）は、松任谷由実（ユーミン） の21枚目のシングル。
1985年8月1日に東芝EMIからリリースされた。1989年6月28日にCDシングルとして再リリース。

## 解説
「メトロポリスの片隅で」は、1985年資生堂「フェアネス」CMソング。1988年にもTBS系『意外とシングルガール』主題歌に用いられた。
「メトロポリスの片隅で」は17枚目のオリジナルアルバム『DA・DI・DA』にalbum mixで収録。「パジャマにレインコート」は18枚目のオリジナルアルバム『ALARM à la mode』にalbum mixで収録。2018年にリリースされた配信も両曲共にalbum mixである。
オリコンチャートの登場週数は14週、チャート最高順位は週間8位、累計14.5万枚のセールスを記録した。

## 収録曲
- Side A   メトロポリスの片隅で(single mix) -In This Corner of a Metropolis-[2]
- Side B   パジャマにレインコート(single mix) -Pajamas And Raincoat-

作詞・作曲：松任谷由実　編曲：松任谷正隆

## 参加ミュージシャン
- キーボード：松任谷正隆
- ギター：松原正樹
- ベース：高水健司
- ドラムス：林立夫
- パーカッション：斉藤ノブ・浜口茂外也
- サックス：Jake H.Concepcion